# Lista de géneros de aves

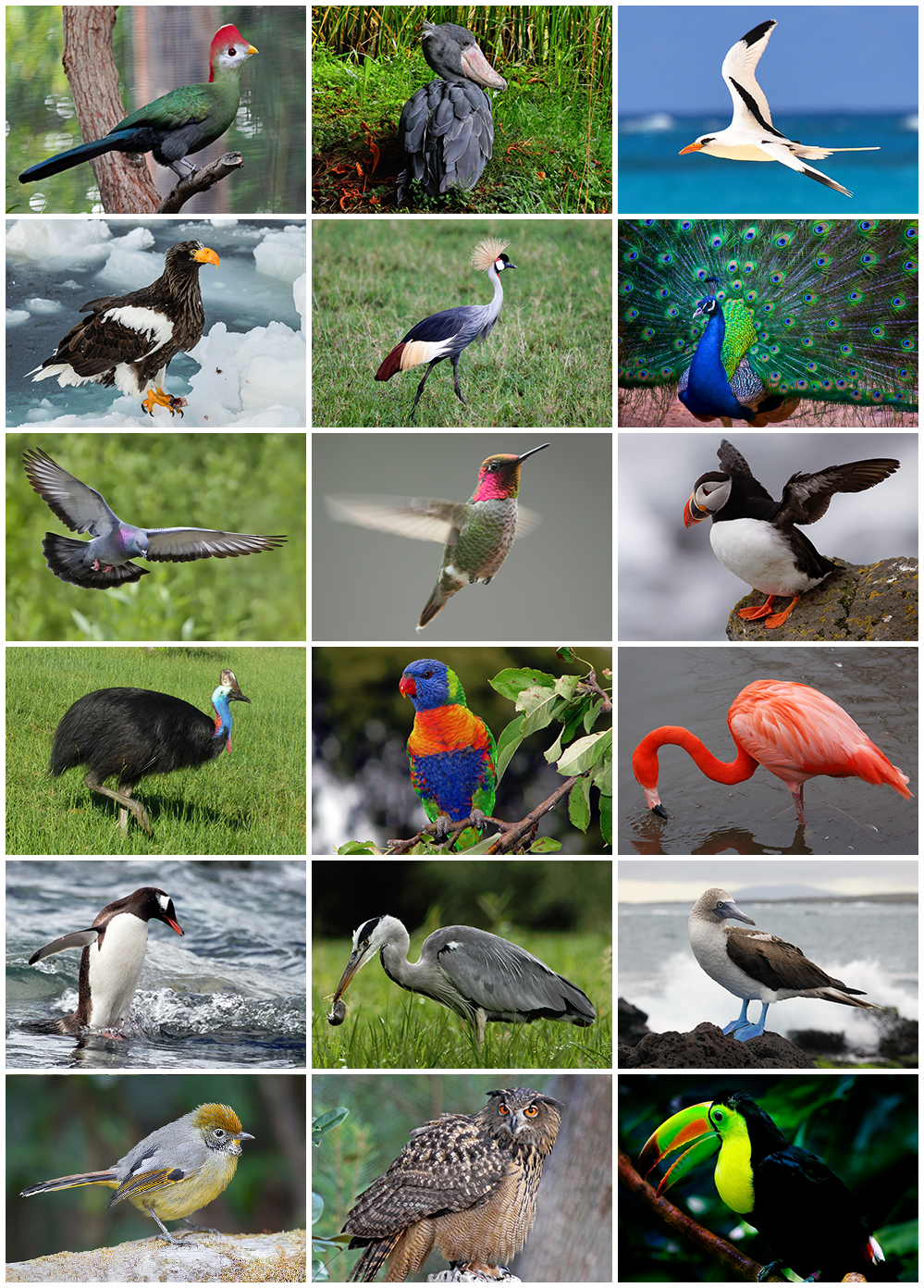
Diversidade de aves.

Esta é uma lista completa de géneros de aves, organizada segundo a taxonomia de Sibley-Ahlquist. A lista inclui cerca de 2000 géneros, classificados em 146 famílias e 23 ordens.
- Ver também: Géneros de mamíferos

O sinal + indica os géneros monoespecíficos

## OrdemStruthioniformes
- Família Struthionidae
  - Struthio +

- Família Rheidae
  - Rhea

- Família Casuariidae
  - Casuarius | Dromaius +

- Família Apterygidae
  - Apteryx +

## OrdemTinamiformes
- Família Tinamidae
  - Tinamus | Nothocercus | Crypturellus | Rhynchotus + | Nothoprocta | Nothura | Taoniscus + | Eudromia | Tinamotis

## OrdemCraciformes
- Família Cracidae
  - Ortalis | Penelope | Pipile | Aburria + | Chamaepetes | Penelopina + | Oreophasis + | Nothocrax + | Mitu | Pauxi | Crax

- Família Megapodiidae
  - Alectura + | Aepypodius | Talegalla | Macrocephalon + | Megapodius | Leipoa

## OrdemGalliformes
- Família Phasianidae
  - Lerwa + | Ammoperdix | Tetraogallus | Tetraophasis | Alectoris | Francolinus | Perdix | Rhizothera + | Margaroperdix + | Melanoperdix + | Coturnix | Anurophasis + | Perdicula | Arborophila | Caloperdix + | Haematortyx + | Rollulus + | Ptilopachus + | Bambusicola | Galloperdix | Ophrysia + | Ithaginis + | Tragopan | Pucrasia + | Lophophorus | Gallus | Lophura | Crossoptilon | Catreus + | Syrmaticus | Phasianus + | Chrysolophus | Polyplectron | Rheinardia + | Argusianus | Afropavo + | Pavo | Dendragapus | Lagopus | Tetrao | Bonasa | Centrocercus | Tympanuchus | Meleagris + | Agriocharis +

- Família Numididae
  - Agelastes | Numida + | Guttera | Acryllium

- Família Odontophoridae
  - Dendrortyx | Oreortyx + | Callipepla | Philortyx + | Colinus | Odontophorus | Dactylortyx + | Cyrtonyx | Rhynchortyx +

## OrdemAnseriformes
- Família Anhimidae
  - Anhima + | Chauna

- Família Anseranatidae
  - Anseranas +

- Família Dendrocygnidae
  - Dendrocygna | Thalassornis +

- Família Anatidae
  - Oxyura | Biziura + | Heteronetta + | Stictonetta + | Cygnus | Coscoroba + | Anser | Branta | Cereopsis + | Cyanochen + | Chloephaga | Neochen + | Alopochen + | Tadorna | Tachyeres | Plectropterus + | Cairina | Pteronetta + | Sarkidiornis + | Nettapus | Callonetta | Aix | Chenonetta + | Amazonetta + | Merganetta + | Hymenolaimus + | Salvadorina + | Anas | Malacorhynchus + | Marmaronetta + | Rhodonessa + | Netta | Aythya | Somateria | Polysticta + | Camptorhynchus + | Histrionicus + | Clangula + | Melanitta | Bucephala | Mergellus + | Lophodytes + | Mergus

## OrdemTurniciformes
- Família Turnicidae
  - Turnix | Ortyxelos +

## OrdemPiciformes
- Família Indicatoridae
  - Indicator | Melichneutes + | Melignomon | Prodotiscus

- Família Picidae
  - Jynx | Picumnus | Sasia | Nesoctites + | Melanerpes | Sphyrapicus | Xiphidiopicus + | Campethera | Geocolaptes + | Dendropicos | Picoides | Veniliornis | Piculus | Colaptes | Celeus | Dryocopus | Campephilus | Picus | Dinopium | Chrysocolaptes | Gecinulus | Sapheopipo + | Blythipicus | Reinwardtipicus + | Meiglyptes | Hemicircus | Mulleripicus

- Família Megalaimidae
  - Psilopogon + | Megalaima | Calorhamphus +

- Família Lybiidae
  - Gymnobucco | Stactolaema | Pogoniulus | Buccanodon + | Tricholaema | Lybius | Trachyphonus

- Família Ramphastidae
  - Capito | Eubucco | Semnornis | Aulacorhynchus | Pteroglossus | Baillonius + | Andigena | Selenidera | Ramphastos

## OrdemGalbuliformes
- Família Galbulidae
  - Galbalcyrhynchus | Brachygalba | Jacamaralcyon + | Galbula | Jacamerops +

- Família Bucconidae
  - Notharchus | Bucco | Nystalus | Hypnelus + | Malacoptila | Micromonacha + | Nonnula | Hapaloptila + | Monasa | Chelidoptera

## OrdemBucerotiformes
- Família Bucerotidae
  - Tockus | Ocyceros | Anthracoceros | Buceros | Anorrhinus | Penelopides | Aceros | Ceratogymna

- Família Bucorvidae
  - Bucorvus

## OrdemUpupiformes
- Família Upupidae
  - Upupa

- Família Phoeniculidae
  - Phoeniculus

- Família Rhinopomastidae
  - Rhinopomastus

## OrdemTrogoniformes
- Família Trogonidae
  - Apaloderma | Pharomachrus | Euptilotis + | Priotelus | Trogon | Harpactes

## OrdemCoraciiformes
- Família Coraciidae
  - Coracias | Eurystomus

- Família Brachypteraciidae
  - Brachypteracias | Atelornis | Uratelornis +

- Família Leptosomidae
  - Leptosomus +

- Família Momotidae
  - Hylomanes + | Aspatha + | Electron | Eumomota + | Baryphthengus | Momotus

- Família Todidae
  - Todus

- Família Alcedinidae
  - Alcedo | Ceyx | Ispidina

- Família Halcyonidae
  - Lacedo + | Dacelo | Clytoceyx + | Cittura + | Pelargopsis | Halcyon | Todiramphus | Caridonax + | Melidora + | Actenoides | Syma | Tanysiptera

- Família Cerylidae
  - Megaceryle | Ceryle + | Chloroceryle

- Família Meropidae
  - Nyctyornis | Meropogon + | Merops

## OrdemColiiformes
- Família Coliidae
  - Colius | Urocolius

## OrdemCuculiformes
- Família Cuculidae
  - Oxylophus | Clamator | Pachycoccyx + | Cuculus | Cercococcyx | Rhamphomantis + | Chrysococcyx | Caliechthrus + | Surniculus + | Microdynamis + | Eudynamys | Scythrops + | Ceuthmochares + | Phaenicophaeus | Carpococcyx | Coua

- Família Centropidae
  - Centropus

- Família Coccyzidae
  - Coccyzus | Hyetornis | Piaya | Saurothera

- Família Opisthocomidae
  - Opisthocomus +

- Família Crotophagidae
  - Crotophaga | Guira +

- Família Neomorphidae
  - Tapera + | Morococcyx + | Dromococcyx | Geococcyx | Neomorphus

## OrdemPsittaciformes
- Família Psittacidae
  - Chalcopsitta | Eos | Pseudeos + | Trichoglossus | Psitteuteles | Lorius | Phigys + | Vini | Glossopsitta | Charmosyna | Oreopsittacus + | Neopsittacus | Probosciger aterrimus + | Calyptorhynchus | Callocephalon + | Eolophus + | Cacatua | Nymphicus  + | Nestor | Micropsitta | Cyclopsitta | Psittaculirostris | Bolbopsittacus + | Psittinus + | Psittacella | Geoffroyus | Prioniturus | Tanygnathus | Eclectus + | Psittrichas + | Prosopeia | Alisterus | Aprosmictus | Polytelis | Purpureicephalus + | Platycercus | Northiella + | Psephotus | Cyanoramphus | Eunymphicus + | Neopsephotus + | Neophema | Lathamus + | Melopsittacus + | Pezoporus + | Geopsittacus + | Strigops + | Mascarinus + | Coracopsis | Psittacus + | Poicephalus | Agapornis | Loriculus | Psittacula | Anodorhynchus | Cyanopsitta + | Ara | Aratinga | Nandayus + | Leptosittaca + | Ognorhynchus + | Rhynchopsitta | Conuropsis + | Cyanoliseus + | Pyrrhura | Enicognathus | Myiopsitta + | Bolborhynchus | Forpus | Brotogeris | Nannopsittaca | Touit | Pionites | Gypopsitta + | Hapalopsittaca | Graydidascalus + | Pionus | Amazona | Deroptyus + | Triclaria +

## OrdemApodiformes
- Família Apodidae
  - Cypseloides | Streptoprocne | Hydrochous + | Collocalia | Schoutedenapus | Mearnsia | Zoonavena | Telacanthura | Rhaphidura | Neafrapus | Hirundapus | Chaetura | Aeronautes | Tachornis | Panyptila | Cypsiurus | Tachymarptis | Apus

- Família Hemiprocnidae
  - Hemiprocne

## OrdemTrochiliformes
- Família Trochilidae
  - Glaucis | Threnetes | Phaethornis | Eutoxeres | Androdon + | Ramphodon | Doryfera | Phaeochroa + | Campylopterus | Eupetomena | Florisuga | Melanotrochilus | Colibri | Anthracothorax | Avocettula + | Eulampis | Chrysolampis + | Orthorhyncus + | Klais + | Abeillia + | Stephanoxis + | Lophornis | Popelairia | Discosura + | Chlorestes + | Chlorostilbon | Cynanthus | Thalurania | Panterpe + | Damophila + | Lepidopyga | Hylocharis | Chrysuronia + | Goldmania + | Goethalsia + | Trochilus + | Leucochloris + | Polytmus | Leucippus | Taphrospilus + | Amazilia | Eupherusa | Elvira | Microchera | Chalybura | Aphantochroa + | Lampornis | Lamprolaima + | Adelomyia + | Anthocephala + | Phlogophilus | Clytolaema + | Heliodoxa | Eugenes + | Hylonympha + | Sternoclyta + | Topaza | Oreotrochilus | Urochroa + | Patagona + | Aglaeactis | Lafresnaya + | Pterophanes + | Coeligena | Ensifera + | Sephanoides | Boissonneaua | Heliangelus | Eriocnemis | Haplophaedia | Urosticte | Ocreatus + | Lesbia | Sappho + | Polyonymus + | Ramphomicron | Metallura | Chalcostigma | Oxypogon + | Opisthoprora + | Taphrolesbia + | Aglaiocercus | Oreonympha + | Augastes | Heliothryx | Heliactin + | Loddigesia + | Heliomaster | Rhodopis + | Thaumastura + | Philodice | Doricha | Tilmatura + | Microstilbon + | Calothorax | Archilochus | Calypte | Calliphlox | Mellisuga | Stellula + | Atthis | Myrtis + | Eulidia + | Myrmia + | Acestrura | Chaetocercus + | Selasphorus

## OrdemMusophagiformes
- Família Musophagidae
  - Tauraco | Musophaga | Corythaixoides | Crinifer | Corythaeola +

## OrdemStrigiformes
- Família Tytonidae
  - Tyto | Phodilus

- Família Strigidae
  - Otus | Mimizuku + | Bubo | Ketupa | Scotopelia | Nyctea + | Strix | Jubula + | Lophostrix + | Pulsatrix | Surnia + | Glaucidium | Xenoglaux + | Micrathene + | Athene | Speotyto + | Aegolius | Ninox | Uroglaux + | Sceloglaux + | Pseudoscops | Asio | Nesasio +

- Família Aegothelidae
  - Aegotheles

- Família Podargidae
  - Podargus

- Família Batrachostomidae
  - Batrachostomus

- Família Steatornithidae
  - Steatornis +

- Família Nyctibiidae
  - Nyctibius

- Família Eurostopodidae
  - Eurostopodus

- Família Caprimulgidae
  - Lurocalis | Chordeiles | Nyctiprogne + | Podager + | Nyctidromus + | Phalaenoptilus + | Siphonorhis | Nyctiphrynus | Caprimulgus | Macrodipteryx | Hydropsalis | Uropsalis | Macropsalis + | Eleothreptus +

## OrdemColumbiformes
- Família Raphidae (extinta)
  - Raphus | Pezophaps +

- Família Columbidae
  - Columba | Streptopelia | Macropygia | Reinwardtoena | Turacoena | Turtur | Oena + | Chalcophaps | Henicophaps + | Henicophaps + | Phaps | Geophaps | Petrophassa | Geopelia | Leucosarcia | Ectopistes + | Zenaida | Columbina | Claravis | Metriopelia | Uropelia + | Leptotila | Geotrygon | Starnoenas + | Caloenas + | Gallicolumba | Trugon + | Microgoura + | Otidiphaps + | Phapitreron | Treron | Ptilinopus | Drepanoptila + | Alectroenas | Ducula | Lopholaimus + | Hemiphaga + | Cryptophaps + | Gymnophaps | Goura | Didunculus +

## OrdemGruiformes
- Família Eurypygidae
  - Eurypyga +

- Família Otididae
  - Tetrax + | Otis + | Neotis | Ardeotis | Chlamydotis + | Eupodotis

- Família Gruidae
  - Balearica | Grus

- Família Aramidae
  - Aramus +

- Família Heliornithidae
  - Podica + | Heliopais + | Heliornis +

- Família Psophiidae
  - Psophia

- Família Cariamidae
  - Cariama + | Chunga +

- Família Rhynochetidae
  - Rhynochetos

- Família Rallidae
  - Sarothrura | Himantornis + | Canirallus | Coturnicops | Micropygia + | Rallina | Anurolimnas | Laterallus | Nesoclopeus | Gallirallus | Rallus | Lewinia | Dryolimnas + | Crecopsis + | Crex + | Rougetius + | Aramidopsis + | Atlantisia + | Aramides | Amaurolimnas + | Gymnocrex | Amaurornis | Porzana | Aenigmatolimnas + | Cyanolimnas + | Neocrex | Pardirallus | Eulabeornis | Habroptila | Megacrex + | Gallicrex + | Porphyrio | Gallinula | Fulica

- Família Mesitornithidae
  - Mesitornis

## OrdemCiconiiformes
A ordem Ciconiiformes foi alargada pela taxonomia de Sibley-Ahlquist de forma a incluir diversas outros grupos. As ordens assimiladas encontram-se entre parêntesis.

### (Pteroclidiformes)
- Família Pteroclididae
  - Syrrhaptes | Pterocles

### (Charadriiformes)
- Família Thinocoridae
  - Attagis | Thinocorus

- Família Pedionomidae
  - Pedionomus +

- Família Scolopacidae
  - Scolopax | Gallinago | Lymnocryptes + | Coenocorypha | Limosa | Numenius | Bartramia + | Tringa | Catoptrophorus + | Prosobonia | Arenaria | Limnodromus | Aphriza + | Calidris | Micropalama + | Tryngites + | Eurynorhynchus + | Limicola + | Philomachus + | Steganopus + | Phalaropus

- Família Rostratulidae
  - Rostratula

- Família Jacanidae
  - Actophilornis | Microparra + | Irediparra + | Hydrophasianus + | Metopidius + | Jacana

- Família Chionididae
  - Chionis

- Família Pluvianellidae
  - Pluvianellus +

- Família Burhinidae
  - Burhinus

- Família Charadriidae
  - Haematopus | Ibidorhyncha + | Himantopus | Cladorhynchus + | Recurvirostra | Pluvialis | Charadrius | Thinornis + | Erythrogonys + | Eudromias + | Oreopholus + | Anarhynchus + | Phegornis + | Peltohyas + | Elseyornis + | Vanellus

- Família Glareolidae
  - Dromas + | Pluvianus + | Rhinoptilus | Cursorius | Glareola | Stiltia +

- Família Laridae
  - Catharacta | Stercorarius | Rynchops | Larus | Pagophila + | Rhodostethia + | Xema + | Creagrus + | Rissa | Sterna | Chlidonias | Phaetusa + | Anous | Procelsterna + | Gygis | Larosterna + | Alle + | Uria | Alca | Pinguinus + | Cepphus | Brachyramphus | Synthliboramphus | Ptychoramphus + | Cyclorrhynchus + | Aethia | Cerorhinca + | Fratercula

### (Falconiformes)
- Família Pandionidae
  - Pandion +

- Família Accipitridae
  - Aviceda | Leptodon | Chondrohierax + | Henicopernis | Pernis | Lophoictinia + | Hamirostra + | Elanoides + | Macheiramphus + | Gampsonyx + | Elanus | Chelictinia + | Rostrhamus | Harpagus | Ictinia | Milvus | Haliastur | Ichthyophaga | Gypohierax + | Gypaetus + | Neophron + | Necrosyrtes + | Gyps | Aegypius + | Torgos + | Trigonoceps + | Sarcogyps + | Circaetus | Terathopius + | Spilornis | Dryotriorchis + | Eutriorchis + | Circus | Polyboroides | Kaupifalco + | Melierax | Micronisus + | Accipiter | Erythrotriorchis | Megatriorchis + | Urotriorchis + | Butastur | Geranospiza + | Leucopternis | Buteogallus | Parabuteo + | Busarellus + | Geranoaetus + | Harpyhaliaetus | Asturina | Buteo | Morphnus + | Harpia + | Harpyopsis + | Pithecophaga + | Ictinaetus + | Aquila | Hieraaetus | Polemaetus + | Lophaetus + | Spizastur + | Spizaetus | Stephanoaetus + | Oroaetus +

- Família Sagittariidae
  - Sagittarius +

- Família Falconidae
  - Daptrius | Phalcoboenus | Polyborus | Milvago | Herpetotheres + | Micrastur | Spiziapteryx + | Polihierax | Microhierax | Falco

### (Podicipediformes)
- Família Podicipedidae
  - Rollandia | Tachybaptus | Podilymbus | Poliocephalus | Podiceps | Aechmophorus

### (Pelecaniformes)
- Família Phaethontidae
  - Phaethon

- Família Sulidae
  - Papasula + | Morus | Sula

- Família Anhingidae
  - Anhinga

- Família Phalacrocoracidae
  - Phalacrocorax

- Família Pelecanidae
  - Pelecanus

- Família Fregatidae
  - Fregata

### (Ciconiiformes)
- Família Ardeidae
  - Syrigma + | Egretta | Pilherodius + | Ardea | Casmerodius + | Mesophoyx + | Bubulcus + | Ardeola | Butorides | Agamia + | Nyctanassa + | Nycticorax | Gorsachius | Cochlearius + | Tigrisoma | Zonerodius + | Tigriornis + | Zebrilus + | Ixobrychus | Dupetor + | Botaurus

- Família Scopidae
  - Scopus +

- Família Phoenicopteridae
  - Phoenicopterus +

- Família Threskiornithidae
  - Eudocimus | Phimosus + | Plegadis | Cercibis + | Theristicus | Mesembrinibis + | Bostrychia | Geronticus | Lophotibis + | Threskiornis | Pseudibis | Nipponia + | Platalea

- Família Ciconiidae
  - Coragyps + | Cathartes | Gymnogyps + | Vultur + | Sarcoramphus + | Mycteria | Anastomus | Ciconia | Ephippiorhynchus | Jabiru + | Leptoptilos

### (Sphenisciformes)
- Família Spheniscidae
  - Aptenodytes | Pygoscelis | Eudyptes | Megadyptes + | Eudyptula + | Spheniscus

### (Gaviiformes)
- Família Gaviidae
  - Gavia

### (Procellariiformes)
- Família Procellariidae
  - Macronectes | Fulmarus | Thalassoica + | Daption + | Pagodroma + | Pterodroma | Halobaena + | Pachyptila | Bulweria | Procellaria | Calonectris | Puffinus | Pelecanoides | Diomedea | Phoebetria | Oceanites | Garrodia + | Pelagodroma + | Fregetta | Nesofregetta + | Hydrobates + | Oceanodroma

## OrdemPasseriformes
- Família Tyrannidae
  - Incertae sedis - Sapayoa
  - Sub-família Pipromorphinae
    - Mionectes | Leptopogon | Pseudotriccus | Poecilotriccus | Taeniotriccus + | Hemitriccus | Todirostrum | Corythopis

  - Sub-família Tyranninae
    - Phyllomyias | Zimmerius | Ornithion | Camptostoma | Phaeomyias + | Nesotriccus + | Capsiempis + | Sublegatus | Suiriri | Tyrannulus + | Myiopagis | Pseudelaenia + | Elaenia | Mecocerculus | Serpophaga | Inezia | Stigmatura | Uromyias | Anairetes | Tachuris + | Culicivora + | Polystictus | Pseudocolopteryx | Euscarthmus | Phylloscartes | Myiornis | Lophotriccus | Atalotriccus + | Oncostoma | Cnipodectes + | Rhynchocyclus | Tolmomyias | Platyrinchus | Onychorhynchus + | Myiotriccus + | Myiophobus | Myiobius | Hirundinea | Lathrotriccus | Aphanotriccus | Xenotriccus | Mitrephanes | Contopus | Empidonax | Sayornis + | Pyrocephalus + | Silvicultrix | Ochthoeca | Colorhamphus + | Ochthornis + | Cnemarchus + | Myiotheretes | Xolmis | Neoxolmis | Agriornis | Muscisaxicola | Muscigralla + | Lessonia | Knipolegus | Hymenops + | Fluvicola | Arundinicola + | Alectrurus | Gubernetes + | Satrapa + | Colonia + | Machetornis + | Muscipipra + | Attila | Casiornis | Rhytipterna | Laniocera | Sirystes + | Myiarchus | Deltarhynchus + | Ramphotrigon | Tyrannus | Empidonomus + | Griseotyrannus + | Tyrannopsis + | Megarynchus + | Conopias | Myiodynastes | Myiozetetes | Legatus + | Philohydor + | Pitangus + | Phelpsia +

  - Sub-família Tityrinae
    - Schiffornis | Xenopsaris + | Pachyramphus | Tityra

  - Sub-família Cotinginae
    - Phoenicircus | Laniisoma + | Phibalura | Tijuca | Doliornis | Ampelion | Phytotoma | Zaratornis | Pipreola | Ampelioides + | Iodopleura | Calyptura + | Lipaugus | Porphyrolaema + | Cotinga | Xipholena | Carpodectes | Conioptilon + | Gymnoderus + | Haematoderus + | Querula + | Pyroderus + | Cephalopterus | Perissocephalus + | Procnias | Rupicola | Oxyruncus +

  - Sub-família Piprinae
    - Pipra | Lepidothrix | Antilophia + | Chiroxiphia | Masius + | Ilicura + | Corapipo | Manacus | Machaeropterus | Xenopipo + | Chloropipo | Neopipo + | Heterocercus | Neopelma | Tyranneutes | Piprites

- Família Acanthisittidae
  - Acanthisitta + | Xenicus

- Família Pittidae
  - Pitta

- Família Eurylaimidae
  - Smithornis | Pseudocalyptomena + | Corydon + | Cymbirhynchus + | Eurylaimus | Serilophus + | Psarisomus + | Calyptomena

- Família Philepittidae
  - Philepitta | Neodrepanis

- Família Thamnophilidae
  - Cymbilaimus | Hypoedaleus + | Batara + | Mackenziaena | Frederickena | Taraba + | Sakesphorus | Biatas + | Thamnophilus | Pygiptila + | Megastictus + | Neoctantes + | Clytoctantes | Xenornis + | Thamnistes + | Dysithamnus | Thamnomanes | Myrmotherula | Dichrozona + | Myrmorchilus + | Herpsilochmus | Microrhopias + | Formicivora | Drymophila | Terenura | Cercomacra | Pyriglena | Rhopornis + | Myrmoborus | Hypocnemis | Myrmochanes + | Gymnocichla + | Sclateria + | Percnostola | Myrmeciza | Pithys | Gymnopithys | Myrmornis + | Rhegmatorhina | Hylophylax | Phlegopsis | Skutchia + | Phaenostictus +

- Família Furnariidae
  - Sub-família Furnariinae
    - Geobates + | Geositta | Upucerthia | Cinclodes | Chilia + | Furnarius | Sylviorthorhynchus + | Aphrastura | Leptasthenura | Schizoeaca | Schoeniophylax + | Synallaxis | Hellmayrea + | Cranioleuca | Certhiaxis | Asthenes | Thripophaga | Siptornopsis + | Phacellodomus | Clibanornis + | Spartonoica + | Phleocryptes + | Limnornis | Anumbius + | Coryphistera + | Eremobius + | Siptornis + | Metopothrix + | Xenerpestes | Roraimia + | Premnornis + | Premnoplex | Margarornis | Lochmias + | Pseudoseisura | Pseudocolaptes | Berlepschia + | Ancistrops + | Cichlocolaptes + | Hyloctistes + | Syndactyla | Anabacerthia | Philydor | Simoxenops | Anabazenops + | Thripadectes | Automolus | Hylocryptus | Sclerurus | Heliobletus + | Xenops | Megaxenops + | Pygarrhichas +

  - Sub-família Dendrocolaptinae
    - Dendrocincla | Sittasomus + | Glyphorynchus + | Drymornis + | Nasica + | Dendrexetastes + | Hylexetastes | Xiphocolaptes | Dendrocolaptes | Xiphorhynchus | Lepidocolaptes | Campylorhamphus

- Família Formicariidae
  - Formicarius | Chamaeza | Pittasoma | Grallaria | Hylopezus | Myrmothera | Grallaricula

- Família Conopophagidae
  - Conopophaga

- Família Rhinocryptidae
  - Pteroptochos | Scelorchilus | Rhinocrypta + | Teledromas + | Liosceles + | Melanopareia | Psilorhamphus + | Merulaxis | Eugralla + | Myornis + | Scytalopus | Acropternis +

- Família Climacteridae
  - Cormobates | Climacteris

- Família Menuridae
  - Menura | Atrichornis

- Família Ptilonorhynchidae
  - Ailuroedus | Archiboldia | Amblyornis | Prionodura + | Sericulus | Ptilonorhynchus + | Chlamydera

- Família Maluridae
  - Clytomyias + | Sipodotus + | Malurus | Stipiturus | Amytornis

- Família Meliphagidae
  - Myzomela | Certhionyx | Timeliopsis | Melilestes + | Stresemannia + | Glycichaera + | Lichmera | Trichodere + | Meliphaga | Guadalcanaria + | Foulehaio + | Lichenostomus | Xanthotis | Oreornis + | Apalopteron + | Melithreptus | Notiomystis + | Pycnopygius | Melitograis + | Philemon | Ptiloprora | Melidectes | Melipotes | Myza | Gymnomyza | Moho | Chaetoptila + | Phylidonyris | Ramsayornis | Plectorhyncha + | Conopophila | Grantiella + | Xanthomyza + | Acanthorhynchus | Entomyzon + | Manorina | Anthornis + | Acanthagenys + | Anthochaera | Prosthemadera + | Epthianura | Ashbyia +

- Família Pardalotidae
  - Pardalotus | Dasyornis | Pycnoptilus + | Origma + | Oreoscopus + | Crateroscelis | Sericornis | Acanthornis + | Pyrrholaemus + | Chthonicola + | Calamanthus | Hylacola | Acanthiza | Smicrornis + | Gerygone | Aphelocephala

- Família Petroicidae
  - Amalocichla | Monachella + | Microeca | Eugerygone + | Petroica | Melanodryas | Tregellasia | Eopsaltria | Poecilodryas | Peneothello | Heteromyias | Pachycephalopsis | Drymodes

- Família Irenidae
  - Irena | Chloropsis

- Família Orthonychidae
  - Orthonyx

- Família Pomatostomidae
  - Pomatostomus

- Família Laniidae
  - Lanius | Corvinella | Eurocephalus

- Família Vireonidae
  - Cyclarhis | Vireolanius | Vireo | Hylophilus

- Família Corvidae
  - Sub-família Cinclosomatinae
    - Androphobus + | Psophodes – Cinclosoma – Ptilorrhoa – Eupetes + | Ifrita +

  - Sub-família Corcoracinae
    - Corcorax + | Struthidea +

  - Sub-família Pachycephalinae
    - Tribo Neosittini
      - Daphoenositta

    - Tribo Mohouini
      - Mohua

    - Tribo Falcunculini
      - Falcunculus +  | Oreoica +  | Rhagologus +

    - Tribo Pachycephalinae
      - Pachycare + | Hylocitrea + | Coracornis + | Aleadryas + | Pachycephala  | Colluricincla | Pitohui  | Turnagra + (extinto) | Eulacestoma +

  - Sub-família Corvinae
    - Tribo Corvini
      - Platylophus + | Platysmurus + | Gymnorhinus +  | Cyanocitta  | Aphelocoma  | Cyanolyca  | Cyanocorax  | Psilorhinus +  | Calocitta  | Garrulus  | Perisoreus  | Urocissa  | Cissa | Cyanopica + | Dendrocitta | Crypsirina | Temnurus | Pica | Podoces | Nucifraga | Pyrrhocorax | Ptilostomus + | Corvus

    - Tribo Paradisaeini
      - Melampitta | Loboparadisaea + | Cnemophilus | Macgregoria + | Lycocorax + | Semioptera + | Manucodia | Paradigalla | Epimachus | Lophorina + | Parotia | Ptiloris | Cicinnurus | Astrapia | Pteridophora + | Paradisaea

    - Tribo Artamini
      - Cracticus | Gymnorhina + | Strepera | Artamus | Pityriasis + | Peltops

    - Tribo Oriolini
      - Oriolus | Sphecotheres | Coracina | Campochaera + | Lalage | Campephaga | Pericrocotus | Hemipus

  - Sub-família Dricrurinae
    - Tribo Rhipidurini
      - Rhipidura

    - Tribo Dricrurini
      - Chaetorhynchus + | Dicrurus

    - Tribo Monarchini
      - Stenostira + | Erythrocercus | Elminia | Trochocercus | Hypothymis | Eutrichomyias | Terpsiphone | Chasiempis + | Pomarea | Mayrornis | Clytorhynchus | Metabolus + | Monarcha | Arses | Myiagra | Lamprolia + | Machaerirhynchus | Grallina +

  - Sub-família Aegithininae
    - Aegithina

  - Sub-família Malaconotinae
    - Tribo Malaconotini
      - Lanioturdus + | Nilaus + | Dryoscopus | Tchagra | Laniarius | Rhodophoneus | Telophorus | Malaconotus

    - Tribo Vangini
      - Prionops | Bias | Pseudobias + | Batis | Platysteira | Philentoma | Tephrodornis | Calicalicus | Vanga + | Xenopirostris | Falculea + | Artamella + | Leptopterus + | Cyanolanius + | Oriolia + | Euryceros + | Tylas + | Hypositta +

- Família Callaeatidae
  - Callaeas + | Philesturnus + | Heteralocha +

- Família Picathartidae
  - Chaetops | Picathartes

- Família Bombycillidae
  - Dulus + | Ptilogonys | Phainopepla | Bombycilla

- Família Cinclidae
  - Cinclus

- Família Muscicapidae
  - Sub-família Turdinae
    - Neocossyphus | Pseudocossyphus | Monticola | Myiophonus | Geomalia + | Zoothera | Nesocichla + | Cichlherminia + | Sialia | Myadestes | Cichlopsis + | Entomodestes | Catharus | Platycichla | Turdus | Chlamydochaera + | Brachypteryx | Alethe

  - Sub-família Muscicapinae
    - Empidornis | Bradornis | Dioptrornis | Melaenornis | Fraseria | Sigelus + | Rhinomyias | Muscicapa | Myioparus | Humblotia + | Ficedula | Cyanoptila + | Eumyias | Niltava | Cyornis | Muscicapella + | Culicicapa | Horizorhinus + | Pogonocichla + | Swynnertonia + | Stiphrornis + | Sheppardia | Erithacus | Luscinia | Tarsiger | Irania + | Cossyphicula + | Cossypha | Cichladusa | Cercotrichas | Copsychus | Trichixos + | Saxicoloides + | Phoenicurus | Chaimarrornis + | Rhyacornis + | Hodgsonius | Cinclidium | Enicurus | Cochoa | Saxicola | Oenanthe | Cercomela | Myrmecocichla | Thamnolaea | Pinarornis +

- Família Sturnidae
  - Aplonis | Poeoptera | Grafisia + | Onychognathus | Coccycolius | Lamprotornis | Cinnyricinclus | Speculipastor + | Neocichla + | Spreo | Cosmopsarus | Saroglossa | Creatophora + | Necropsar + | Fregilupus + | Sturnus | Leucopsar + | Acridotheres | Ampeliceps + | Mino + | Basilornis | Streptocitta | Sarcops + | Gracula | Enodes + | Scissirostrum + | Buphagus | Dumetella + | Melanoptila + | Melanotis | Mimus | Nesomimus | Mimodes + | Oreoscoptes + | Toxostoma | Cinclocerthia | Cinclocerthia + | Ramphocinclus + | Margarops

- Família Sittidae
  - Sitta | Tichodroma +

- Família Certhiidae
  - Certhia | Salpornis + | Donacobius + | Campylorhynchus | Odontorchilus | Salpinctes + | Catherpes + | Hylorchilus + | Cinnycerthia | Cistothorus | Thryomanes | Ferminia + | Thryothorus | Troglodytes | Thryorchilus + | Uropsila + | Henicorhina | Microcerculus | Cyphorhinus | Auriparus + | Microbates | Ramphocaenus + | Polioptila

- Família Paridae
  - Remiz | Anthoscopus | Cephalopyrus + | Pholidornis + | Parus | Sylviparus + | Melanochlora +

- Família Aegithalidae
  - Aegithalos | Psaltriparus + | Psaltria +

- Família Hirundinidae
  - Pseudochelidon | Tachycineta | Phaeoprogne + | Progne | Notiochelidon | Atticora | Neochelidon + | Stelgidopteryx | Cheramoeca + | Riparia | Phedina | Hirundo | Delichon | Psalidoprocne

- Família Regulidae
  - Regulus | Spizixos

- Família Pycnonotidae
  - Pycnonotus | Andropadus | Calyptocichla + | Baeopogon | Ixonotus + | Chlorocichla | Thescelocichla + | Phyllastrephus | Bleda | Nicator | Criniger | Alophoixus | Setornis + | Tricholestes + | Iole | Ixos | Hemixos | Hypsipetes | Neolestes + | Malia +

- Família Hypocoliidae
  - Hypocolius +

- Família Cisticolidae
  - Cisticola | Scotocerca + | Rhopophilus | Prinia | Phragmacia + | Oreophilais + | Heliolais + | Malcorus + | Drymocichla + | Urolais | Spiloptila + | Apalis | Hypergerus + | Eminia + | Camaroptera | Euryptila +

- Família Zosteropidae
  - Speirops | Zosterops | Rukia | Cleptornis + | Tephrozosterops + | Madanga + | Lophozosterops | Oculocincta + | Heleia | Chlorocharis + | Woodfordia | Megazosterops + | Hypocryptadius +

- Família Sylviidae
  - Abroscopus | Achaetops | Actinodura | Alcippe | Amaurocichla + | Amphilais + | Arcanator | Babax | Bathmocercus | Bebrornis | Bradypterus | Buettikoferella + | Cettia | Chaetornis + | Chamaea + | Chloropeta | Chrysomma | Cincloramphus | Conostoma + | Crocias | Crossleyia + | Cutia + | Dromaeocercus + | Dumetia + | Eremiornis + | Eremomela | Gampsorhynchus + | Garrulax | Graminicola + | Graueria + | Hemitesia + | Heterophasia | Hippolais | Hyliota | Illadopsis | Jabouilleia + | Kakamega + | Kenopia + | Kupeornis | Leiothrix | Leptopoecile | Liocichla | Locustella | Macronous | Macrosphenus | Malacocincla | Malacopteron | Megalurulus | Melocichla + | Micromacronus | Minla | Modulatrix + | Mystacornis + | Myzornis + | Napothera | Neomixis | Nesillas | Newtonia | Orthotomus | Oxylabes + | Panurus + | Paradoxornis | Parophasma + | Pellorneum | Phyllanthus + | Phyllolais + | Phylloscopus | Pnoepyga | Poliolais + | Pomatorhinus | Pteruthius | Ptilocichla | Ptyrticus + | Randia + | Rhabdornis | Rhopocichla + | Rimator + | Scepomycter + | Schoenicola | Seicercus | Spelaeornis | Sphenocichla + | Sphenoeacus + | Stachyris | Stenostira + | Sylvia | Sylvietta | Tesia | Thamnornis + | Tickellia + | Timalia + | Trichastoma | Trichocichla + | Turdoides | Urosphena | Xiphirhynchus + | Yuhina

- Família Alaudidae
  - Mirafra | Pinarocorys | Heteromirafra | Certhilauda | Chersomanes | Eremopterix | Ammomanes | Alaemon | Ramphocoris + | Melanocorypha | Calandrella | Spizocorys | Eremalauda | Chersophilus + | Galerida | Pseudalaemon + | Lullula + | Alauda | Eremophila

- Família Nectariniidae
  - Promerops | Prionochilus | Dicaeum | Anthreptes | Hypogramma + | Nectarinia | Aethopyga | Arachnothera

- Família Melanocharitidae
  - Melanocharis | Toxorhamphus | Oedistoma +

- Família Paramythiidae
  - Oreocharis + | Paramythia +

- Família Passeridae
  - Sub-família Passerinae
    - Passer | Petronia | Carpospiza + | Montifringilla

  - Sub-família Motacillinae
    - Motacilla | Tmetothylacus + |  Macronyx | Anthus

  - Sub-família Prunellinae:
    - Prunella

  - Sub-família Ploceinae:
    - Bubalornis | Dinemellia + | Sporopipes | Plocepasser | Histurgops + | Pseudonigrita | Philetairus + | Ploceus | Pachyphantes + | Malimbus | Anaplectes + | Brachycope | Quelea | Foudia | Euplectes | Anomalospiza

  - Sub-família Estrildinae:
    - Tribo Estrildini
      - Parmoptila | Nigrita | Nesocharis | Pytilia | Mandingoa + | Cryptospiza | Pyrenestes | Spermophaga | Clytospiza + | Hypargos | Euschistospiza | Lagonosticta | Uraeginthus | Estrilda | Amandava | Ortygospiza | Stagonopleura | Oreostruthus + | Neochmia | Taeniopygia | Poephila | Erythrura | Chloebia + | Lemuresthes + | Lonchura | Heteromunia + | Padda

    - Tribo Viduini
      - Vidua

- Família Fringillidae (ver também: géneros por ordem alfabética)
  - Sub-família Peucedraminae
    - Peucedramus +

  - Sub-família Fringillinae
    - Tribos Fringillini e Cardelini
      - Fringilla | Serinus | Neospiza + | Linurgus + | Rhynchostruthus + | Carduelis | Leucosticte | Callacanthis + | Rhodopechys | Uragus + | Carpodacus | Chaunoproctus + | Pinicola | Haematospiza + | Loxia | Pyrrhula | Coccothraustes + | Eophona | Mycerobas | Hesperiphona | Pyrrhoplectes

    - Tribo Drepanidini
      - Telespiza + | Psittirostra + | Dysmorodrepanis + | Loxioides + | Rhodacanthis | Chloridops + | Pseudonestor + | Viridonia | Hemignathus | Oreomystis | Paroreomyza | Loxops | Ciridops + | Vestiaria | Drepanis | Palmeria + | Himatione + | Melamprosops

  - Sub-família Emberizinae
    - Tribo Emberizini
      - Urocynchramus + | Melophus + | Latoucheornis + | Emberiza | Calcarius | Plectrophenax | Calamospiza + | Passerella | Melospiza | Zonotrichia | Junco | Passerculus | Ammodramus | Xenospiza + | Spizella | Pooecetes + | Chondestes + | Amphispiza | Aimophila | Torreornis + | Oriturus + | Pipilo | Melozone | Arremon | Arremonops | Atlapetes | Pezopetes + | Pselliophorus | Lysurus | Gubernatrix + | Paroaria

    - Tribo Parulini
      - Vermivora | Parula | Dendroica | Catharopeza + | Setophaga + | Protonotaria + | Helmitheros + | Limnothlypis + | Seiurus | Oporornis | Geothlypis | Microligea + | Teretistris | Leucopeza + | Wilsonia | Cardellina + | Ergaticus | Myioborus | Euthlypis + | Basileuterus | Zeledonia + | Icteria + | Granatellus | Xenoligea +

    - Tribo Thraupini
      - Coereba + | Conirostrum | Oreomanes + | Orchesticus + | Schistochlamys | Neothraupis + | Cypsnagra + | Conothraupis | Lamprospiza + | Cissopis + | Chlorornis + | Compsothraupis + | Sericossypha + | Nesospingus + | Chlorospingus | Cnemoscopus + | Hemispingus | Pyrrhocoma + | Thlypopsis | Hemithraupis | Chrysothlypis | Nemosia | Phaenicophilus | Rhodinocichla | Mitrospingus | Chlorothraupis | Orthogonys + | Eucometis + | Lanio | Creurgops | Heterospingus | Tachyphonus | Habia | Piranga | Calochaetes + | Ramphocelus | Spindalis + | Thraupis | Cyanicterus + | Bangsia | Buthraupis | Wetmorethraupis + | Anisognathus | Stephanophorus + | Iridosornis | Dubusia + | Delothraupis + | Pipraeidea + | Euphonia | Chlorophonia | Chlorochrysa | Tangara | Dacnis | Chlorophanes + | Cyanerpes | Xenodacnis + | Tersina + | Catamblyrhynchus + | Oreothraupis + | Urothraupis + | Nephelornis + | Charitospiza + | Coryphaspiza + | Saltatricula + | Coryphospingus | Rhodospingus + | Phrygilus | Melanodera | Haplospiza | Acanthidops + | Lophospingus | Donacospiza + | Rowettia + | Nesospiza | Diuca | Idiopsar + | Piezorhina + | Xenospingus + | Incaspiza | Poospiza | Sicalis | Emberizoides | Embernagra | Volatinia + | Sporophila | Oryzoborus | Amaurospiza | Dolospingus + | Catamenia | Tiaris | Loxipasser + | Loxigilla | Diglossa | Diglossopis | Euneornis + | Melanospiza + | Geospiza | Camarhynchus | Certhidea + | Pinaroloxias

    - Tribo Cardinalini
      - Spiza + | Pheucticus | Cardinalis | Caryothraustes | Rhodothraupis + | Periporphyrus + | Pitylus | Saltator | Cyanoloxia + | Cyanocompsa | Guiraca + | Passerina | Porphyrospiza

    - Tribo Icterini
      - Psarocolius | Ocyalus + | Gymnostinops | Cacicus | Icterus | Nesopsar + | Gymnomystax + | Xanthocephalus + | Agelaius | Leistes + | Sturnella | Pseudoleistes | Amblyramphus + | Hypopyrrhus + | Curaeus | Gnorimopsar + | Oreopsar + | Lampropsar + | Macroagelaius | Dives | Quiscalus | Euphagus | Molothrus | Scaphidura + | Dolichonyx +